# Enganyapastors pigallat
L'enganyapastors pigallat (Caprimulgus tristigma) és una espècie d'ocell de la família dels caprimúlgids (Caprimulgidae). Habita boscos de ribera, turons rocosos i zones urbanes del sud de Mali, Burkina Faso, sud-est del Sudan, oest i centre d'Etiòpia, cap al sud, a través de l'est i sud de la República Democràtica del Congo, Uganda, Ruanda, Burundi, oest i sud de Tanzània, Zàmbia, Malawi, Zimbabwe, oest de Moçambic i Botswana fins Namíbia i Sud-àfrica.